# Bunaster variegatus
Bunaster variegatus är en sjöstjärneart som beskrevs av Hubert Lyman Clark 1938. Bunaster variegatus ingår i släktet Bunaster och familjen Ophidiasteridae. Inga underarter finns listade i Catalogue of Life.